# وزیر امور خارجه (ایران)
وزیر امور خارجه وزیر وزارت‌خانهٔ امور خارجه و یکی از اعضای هیئت دولت جمهوری اسلامی ایران است.
انتخاب وزیر امور خارجه از سوی رئیس‌جمهور، با هماهنگی و موافقت رهبر جمهوری اسلامی صورت می‌گیرد و بعد از آن برای رأی اعتماد به مجلس معرفی می‌شود.

## معاونان
وزیر امور خارجه دارای ۷ معاون است که دو نفر از آن‌ها، رئیس مراکز وابسته به وزارت‌خانه هستند. همچنین رئیس مرکز دیپلماسی عمومی و رسانه‌ای، سخنگوی وزارت امور خارجه است.
| جایگاه                              | نام            | تاریخ انتصاب   | م.    |
| ----------------------------------- | -------------- | -------------- | ----- |
| معاون اداری و مالی                  | محمد فتحعلی    | ۲۳ شهریور ۱۴۰۰ | [ ۲ ] |
| معاون حقوقی و بین‌المللی             | کاظم غریب‌آبادی | ۲۵ شهریور ۱۴۰۳ | [ ۳ ] |
| معاون دیپلماسی اقتصادی              | سید رسول مهاجر | مهر ۱۴۰۳       | [ ۴ ] |
| معاون سیاسی                         | مجید تخت‌روانچی | ۱۹ شهریور ۱۴۰۳ | [ ۵ ] |
| معاون کنسولی، امور مجلس و ایرانیان  | وحید جلال‌زاده  | ۱۷ مهر ۱۴۰۳    | [ ۶ ] |
| رئیس مرکز دیپلماسی عمومی و رسانه‌ای  | اسماعیل بقایی  | ۱۱ مهر ۱۴۰۳    | [ ۷ ] |
| رئیس مرکز مطالعات سیاسی و بین‌المللی | سعید خطیب‌زاده  | ۶ بهمن ۱۴۰۳    | [ ۸ ] |

## دستیاران و مشاوران
- علی‌اصغر خاجی، دستیار در امور ویژه سیاسی، از ۲۴ فروردین ۱۳۹۸.[۹]
- سید رسول موسوی، دستیار، از شهریور ۱۴۰۰.
- منصوره شریفی صدر، دستیار، از ۱۹ بهمن ۱۴۰۰.[۱۰]
- مجید بنی‌اسدزاده، دستیار در امور اجرایی، از ۱۲ تیر ۱۴۰۱.[۱۱]
- علیرضا جهانگیری، دستیار در امور دریای خزر، از ۱۰ اردیبهشت ۱۴۰۲.[۱۲]
- علی باقری، مشاور، از ۱۹ شهریور ۱۴۰۳.[۱۳]
- محمدصادق فضلی، مشاور، از ۱۹ شهریور ۱۴۰۳.[۱۴]
- سید محمدکاظم سجادپور، مشاور، از ۱۰ مهر ۱۴۰۰.[۸]
- موسی فرهنگ، مشاور، از ۱۲ تیر ۱۴۰۱.[۱۱]
- سونا احمدی، مشاور امور زنان و خانواده، از ۱۹ بهمن ۱۴۰۰.[۱۰]
- میثم امرودی، مشاور امور فرهنگی، از ۱۲ تیر ۱۴۰۱.[۱۱]
- اسحاق آل حبیب، مشاور امور بین‌المللی، از ۳۱ مرداد ۱۴۰۱.[۱۵]
- بهزاد صابری انصاری، مشاور حقوقی، از ۴ آبان ۱۴۰۱.[۱۶]
- علیرضا کوهکن، مشاور دیپلماسی علمی، از ۱۳ آبان ۱۴۰۱.[۱۷]
- عباسعلی کدخدایی، مشاور و رئیس کمیته ویژه پیگیری حقوقی و بین‌المللی پروندهٔ ترور قاسم سلیمانی، از ۱۲ آبان ۱۴۰۱.[۱۸]
- رضا نجفی، مشاور، از ۲۵ شهریور ۱۴۰۳
- محمدرضا بهرامی طاقانکی، دستیار وزیر و مدیرکل آسیای جنوبی وزارت امور خارجه از ۲۷ بهمن ۱۴۰۳
- زهرا ساعی، مشاور امور بانوان از ۲۳ بهمن ۱۴۰۳
- علیرضا یوسفی دستیار وزیر و مدیرکل غرب اروپای وزارت امور خارجه

مدیران ستادی
- عبدالله سهرابی، دستیار وزیر و مدیرکل شورای‌عالی امور ایرانیان خارج از کشور، از ۷ خرداد ۱۴۰۲.[۱۹]
- محمد علی‌بک، دستیار وزیر و مدیرکل خلیج فارس، از ۲۲ شهریور ۱۴۰۲.[۲۰]
- محمد بروجردی، (سرپرست)، دستیار وزیر و مدیرکل شرق آسیا و اقیانوسیه.
- عیسی کاملی، دستیار وزیر و مدیرکل آمریکا، از ۱۲ تیر ۱۴۰۱.[۱۱]
- ولی‌الله محمدی نصرآبادی، دستیار وزیر و مدیرکل آفریقا، از ۱۴۰۲
- مجتبی دمیرچی‌لو، دستیار وزیر و مدیرکل اوراسیا، از ۵ شهریور ۱۴۰۲.[۲۱]
- مهدی شوشتری، دستیار وزیر و مدیرکل غرب آسیا و شمال آفریقا، از ۶ آذر ۱۴۰۱.[۲۲]
- مجید نیلی احمدآبادی، سفیر ایران در آلمان و دستیار وزیر و مدیرکل غرب اروپا، از ۲۰ دی ۱۴۰۱.[۲۳]
- محمود حیدری، دستیار وزیر و مدیرکل مدیترانه و شرق اروپا، از ۱۴۰۲
- مرضیه افخم، سفیر ایران در اسلوونی[۲۴] و مشاور وزیر و مدیرکل زنان و حقوق بشر، از ۱۹ بهمن ۱۴۰۰
- محسن مرتضایی‌فر، مشاور وزیر و مدیرکل تشریفات، از تیر ۱۴۰۲
- منصور شکیب‌مهر، مشاور وزیر و مدیرکل حراست، از ۱۳۹۸.
- علی ابوالحسنی شهرضا، مشاور وزیر و مدیرکل وزارتی، از ۱۹ شهریور ۱۴۰۳.[۱۴]

## فهرست

### جمهوری اسلامی
| ر. | نام     | نام                                    | نگاره                     | آغاز تصدی        | پایان تصدی       | دولت              | رئیس دولت | م.            |
| -- | ------- | -------------------------------------- | ------------------------- | ---------------- | ---------------- | ----------------- | --------- | ------------- |
| ۵۷ |         | کریم سنجابی (۱۳۷۴–۱۲۸۳)                |                           | ۲۴ بهمن ۱۳۵۷     | ۲۶ فروردین ۱۳۵۸  | موقت              | بازرگان   | [ ۲۵ ] [ ۲۶ ] |
| –  |         | مهدی بازرگان (۱۳۷۳–۱۲۸۶) سرپرست        |                           | ۱ اردیبهشت ۱۳۵۸  | ۵ اردیبهشت ۱۳۵۸  | موقت              | بازرگان   | [ ۲۷ ]        |
| ۵۸ |         | ابراهیم یزدی (۱۳۹۶–۱۳۱۰)               |                           | ۵ اردیبهشت ۱۳۵۸  | ۱۵ آبان ۱۳۵۸     | موقت              | بازرگان   | [ ۲۸ ]        |
| –  |         | سید ابوالحسن بنی‌صدر (۱۴۰۰–۱۳۱۲) سرپرست |                           | ۱۸ آبان ۱۳۵۸     | ۸ آذر ۱۳۵۸       | موقت شورای انقلاب | بهشتی     | [ ۲۹ ]        |
| ۵۹ |         | صادق قطب‌زاده (۱۳۶۱–۱۳۱۴)               |                           | ۸ آذر ۱۳۵۸       | ۱۹ شهریور ۱۳۵۹   | موقت شورای انقلاب | بهشتی     |               |
| ۵۹ | بنی‌صدر  | صادق قطب‌زاده (۱۳۶۱–۱۳۱۴)               |                           | ۸ آذر ۱۳۵۸       | ۱۹ شهریور ۱۳۵۹   | موقت شورای انقلاب |           |               |
| –  |         | محمدکریم خداپناهی (زادهٔ ۱۳۲۳) سرپرست   |                           | شهریور ۱۳۵۹      | ۲۰ اسفند ۱۳۵۹    | نخست              | رجایی     |               |
| –  |         | محمدعلی رجایی (۱۳۶۰–۱۳۱۲) سرپرست       |                           | ۲۰ اسفند ۱۳۵۹    | ۱۴ تیر ۱۳۶۰      | نخست              | رجایی     | [ ۳۰ ]        |
| ۶۰ |         | میرحسین موسوی (زادهٔ ۱۳۲۰)              |                           | ۱۴ تیر ۱۳۶۰      | ۲۴ آذر ۱۳۶۰      | نخست              | رجایی     | [ ۳۱ ]        |
| ۶۰ | دوم     | میرحسین موسوی (زادهٔ ۱۳۲۰)              | باهنر                     | ۱۴ تیر ۱۳۶۰      | ۲۴ آذر ۱۳۶۰      | [ ۳۲ ]            |           |               |
| ۶۰ | موقت    | میرحسین موسوی (زادهٔ ۱۳۲۰)              | مهدوی کنی                 | ۱۴ تیر ۱۳۶۰      | ۲۴ آذر ۱۳۶۰      | [ ۳۳ ]            |           |               |
| ۶۱ |         | علی‌اکبر ولایتی (زادهٔ ۱۳۲۴)             |                           | ۲۴ آذر ۱۳۶۰      | ۲۹ مرداد ۱۳۷۶    | سوم               | موسوی     | [ ۳۴ ]        |
| ۶۱ |         | علی‌اکبر ولایتی (زادهٔ ۱۳۲۴)             | چهارم                     | ۲۴ آذر ۱۳۶۰      | ۲۹ مرداد ۱۳۷۶    | [ ۳۵ ]            | موسوی     |               |
| ۶۱ |         | علی‌اکبر ولایتی (زادهٔ ۱۳۲۴)             | پنجم                      | ۲۴ آذر ۱۳۶۰      | ۲۹ مرداد ۱۳۷۶    | هاشمی             |           |               |
| ۶۱ | ششم     | علی‌اکبر ولایتی (زادهٔ ۱۳۲۴)             | [ ۳۶ ]                    | ۲۴ آذر ۱۳۶۰      | ۲۹ مرداد ۱۳۷۶    | هاشمی             |           |               |
| ۶۲ |         | کمال خرازی (زادهٔ ۱۳۲۳)                 |                           | ۲۹ مرداد ۱۳۷۶    | ۲ شهریور ۱۳۸۴    | هفتم              | خاتمی     | [ ۳۷ ]        |
| ۶۲ | هشتم    | کمال خرازی (زادهٔ ۱۳۲۳)                 | [ ۳۸ ]                    | ۲۹ مرداد ۱۳۷۶    | ۲ شهریور ۱۳۸۴    |                   | خاتمی     |               |
| ۶۳ |         | منوچهر متکی (زادهٔ ۱۳۳۲)                |                           | ۲ شهریور ۱۳۸۴    | ۲۲ آذر ۱۳۸۹      | نهم               | احمدی‌نژاد | [ ۳۹ ]        |
| ۶۳ | دهم     | منوچهر متکی (زادهٔ ۱۳۳۲)                | [ ۴۰ ]                    | ۲ شهریور ۱۳۸۴    | ۲۲ آذر ۱۳۸۹      |                   | احمدی‌نژاد |               |
| –  | دهم     |                                        | علی‌اکبر صالحی (زادهٔ ۱۳۲۸) |                  | ۲۲ آذر ۱۳۸۹      | ۱۰ بهمن ۱۳۸۹      | احمدی‌نژاد |               |
| ۶۴ | دهم     | ۱۰ بهمن ۱۳۸۹                           | علی‌اکبر صالحی (زادهٔ ۱۳۲۸) | ۲۴ مرداد ۱۳۹۲    |                  |                   | احمدی‌نژاد |               |
| ۶۵ |         | محمدجواد ظریف (زادهٔ ۱۳۳۸)              |                           | ۲۴ مرداد ۱۳۹۲    | ۳ شهریور ۱۴۰۰    | یازدهم            | روحانی    | [ ۴۱ ]        |
| ۶۵ | دوازدهم | محمدجواد ظریف (زادهٔ ۱۳۳۸)              |                           | ۲۴ مرداد ۱۳۹۲    | ۳ شهریور ۱۴۰۰    |                   | روحانی    | [ ۴۱ ]        |
| ۶۶ |         | حسین امیرعبداللهیان (۱۴۰۳–۱۳۴۳)        |                           | ۳ شهریور ۱۴۰۰    | ۳۰ اردیبهشت ۱۴۰۳ | سیزدهم            | رئیسی     | [ ۴۲ ]        |
| –  |         | علی باقری کنی (زادهٔ ۱۳۴۶)              |                           | ۳۱ اردیبهشت ۱۴۰۳ | ۳۱ مرداد ۱۴۰۳    | سیزدهم            | مخبر      |               |
| ۶۷ |         | سید عباس عراقچی (زادهٔ ۱۳۴۱)            |                           | ۳۱ مرداد ۱۴۰۳    | متصدی            | چهاردهم           | پزشکیان   | [ ۴۳ ]        |

## یادداشت
1. ↑  ابراهیم یزدی، معاون نخست‌وزیر در امور انقلاب، به عنوان قائم‌مقام نخست‌وزیر در وزارت‌خانه منصوب شد.
2. ↑  محمد هاشمی رفسنجانی، معاون سیاسی نخست‌وزیر، به عنوان قائم‌مقام نخست‌وزیر در وزارت‌خانه منصوب شد.
3. ↑  تا پیش از معرفی علی‌اکبر ولایتی به مجلس، نخست‌وزیر شخصاً ادارهٔ وزارت‌خانه را بر عهده داشت.